# Bompensiere
Bompensiere település Olaszországban, Szicília régióban, Caltanissetta megyében. Lakosainak száma 491 fő (2023. január 1.). Bompensiere Milena, Montedoro, Mussomeli, Racalmuto és Sutera községekkel határos.

## Népesség
A település népességének változása:
| Lakosok száma | 558  | 553  | 491  |
|               | 2017 | 2018 | 2023 |